# Matka (rybník)
Rybník Matka je rybník nalézající se asi 2 km severně od centra města Lázně Bohdaneč v okrese Pardubice v Pardubickém kraji v České republice. Má rozlohu 7,28 ha. Dosahuje maximální hloubky 2 m. Leží v nadmořské výšce 218 m. Okolo rybníka se nachází národní přírodní rezervace Bohdanečský rybník a rybník Matka. Rybník Matka je napájen vodou z Bohdanečského rybníka, který je sám napájen z Opatovického kanálu.

## Historie
Rybník Matka byl založený před rokem 1480 a patří mezi nejstarší v pernštejnské rybniční soustavě. Rybník Matka byl obnoven v rámci revitalizace NPR Bohdanečský rybník a rybník Matka koncem 20. století.

## Ochrana přírody
Se sousedním Bohdanečským rybníkem a bezprostředním okolím je součástí evropsky významné lokality Bohdanečský rybník a rybník Matka, která je taktéž národní přírodní rezervací. Spolu se Zábranskými rybníky náleží k Ptačí oblasti Bohdanečský rybník.

## Galerie

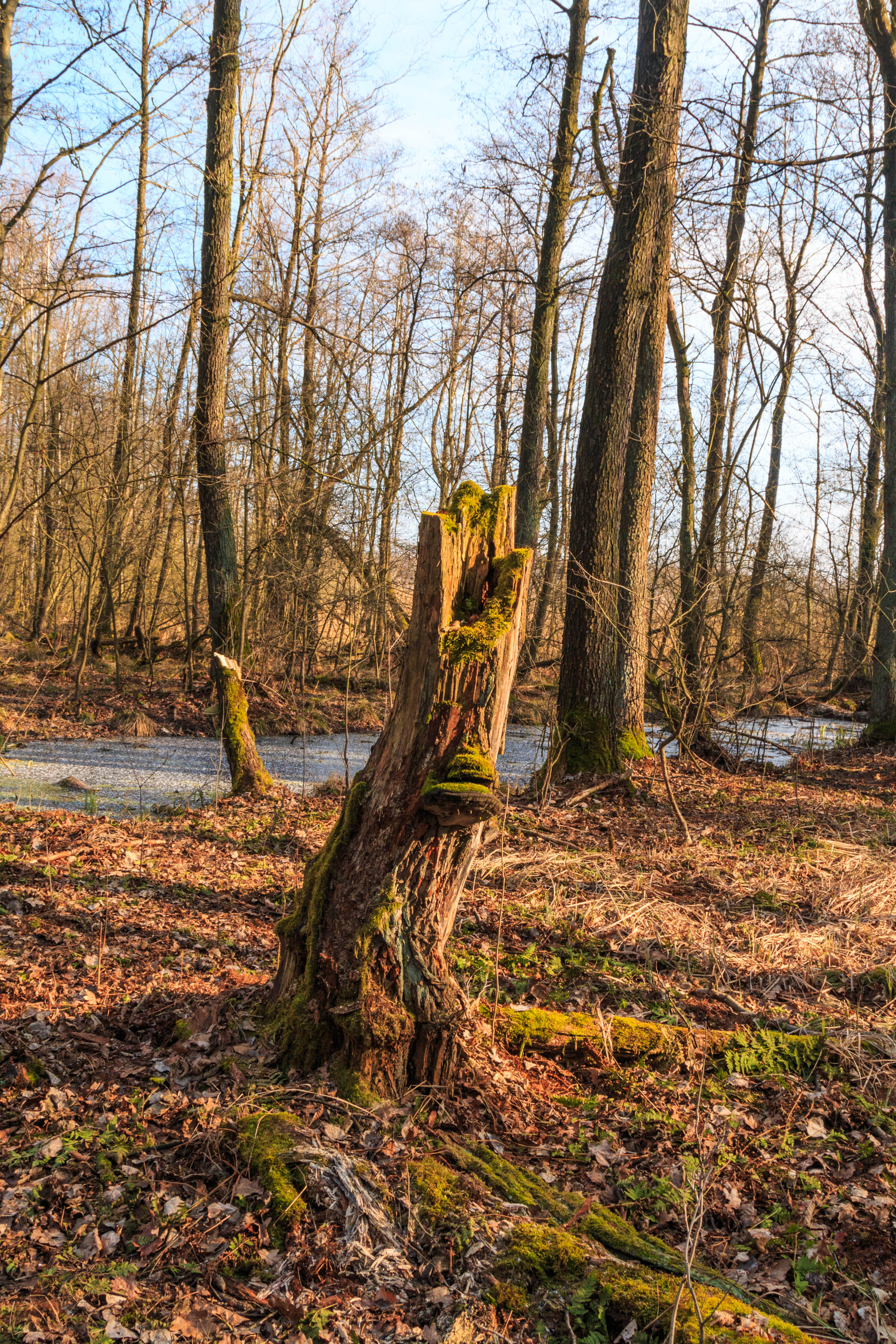
Olšiny v okolí rybníka Matka
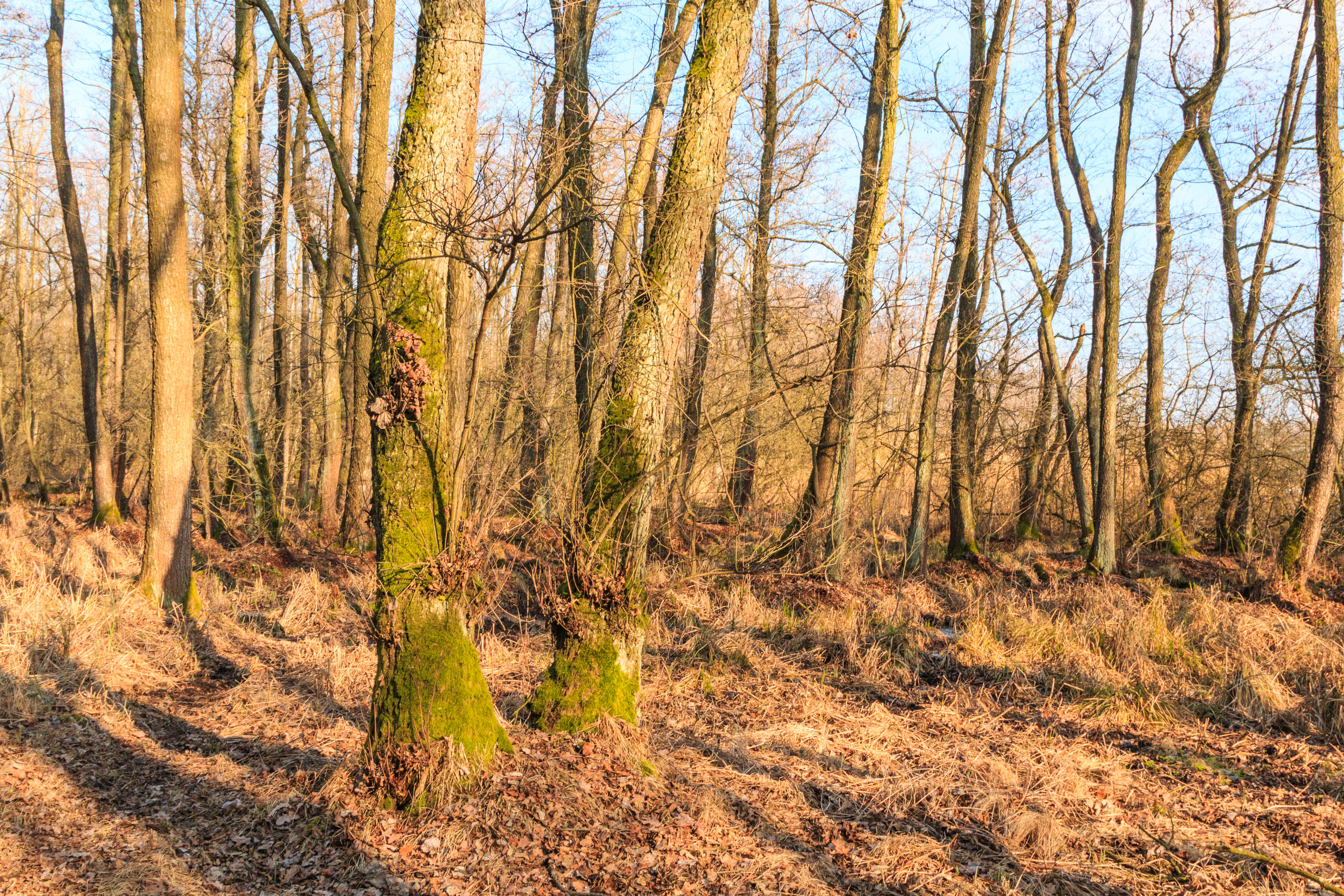
Olšiny v okolí rybníka Matka
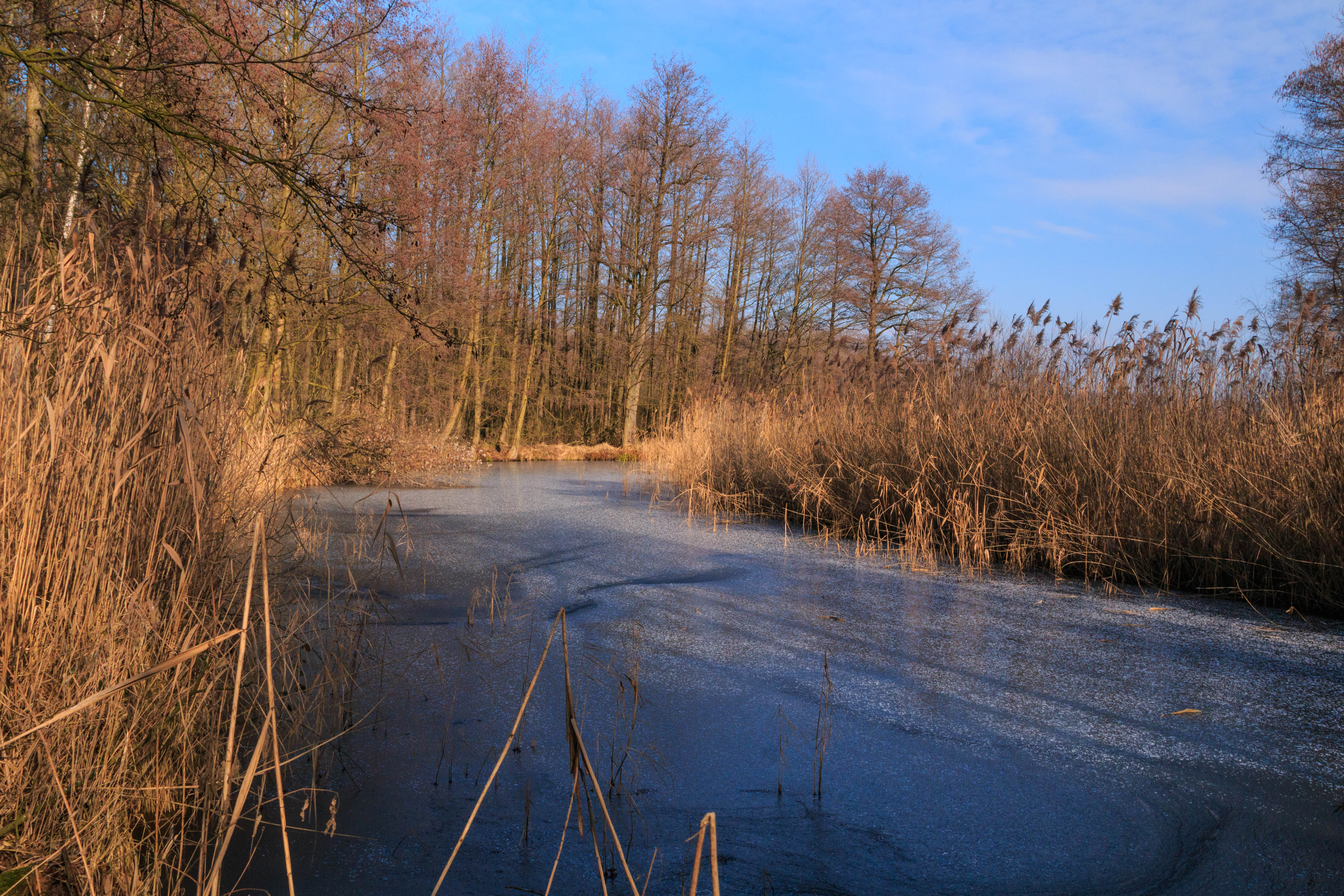
Olšiny v okolí rybníka Matka
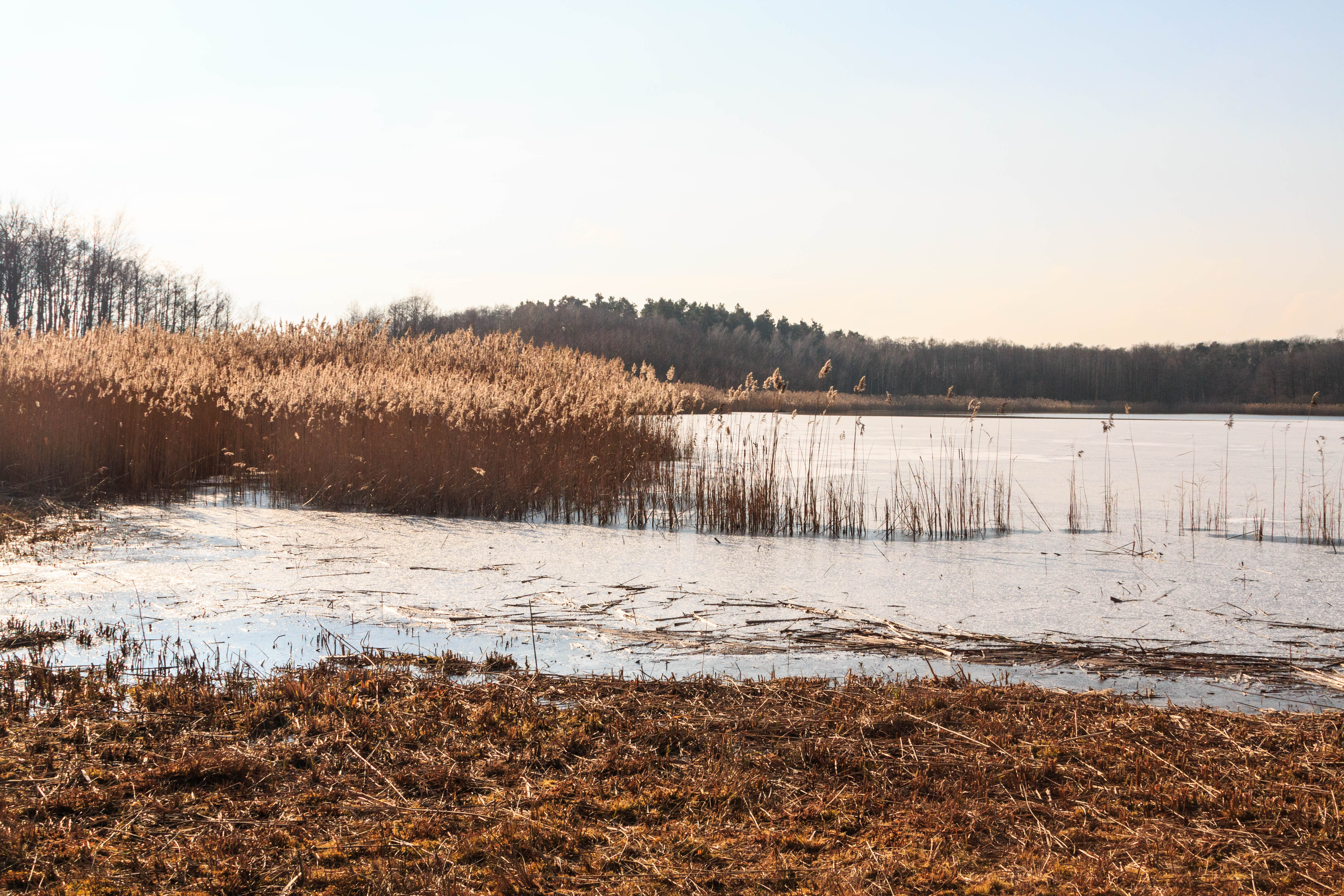
Rákosiny u rybníka Matka
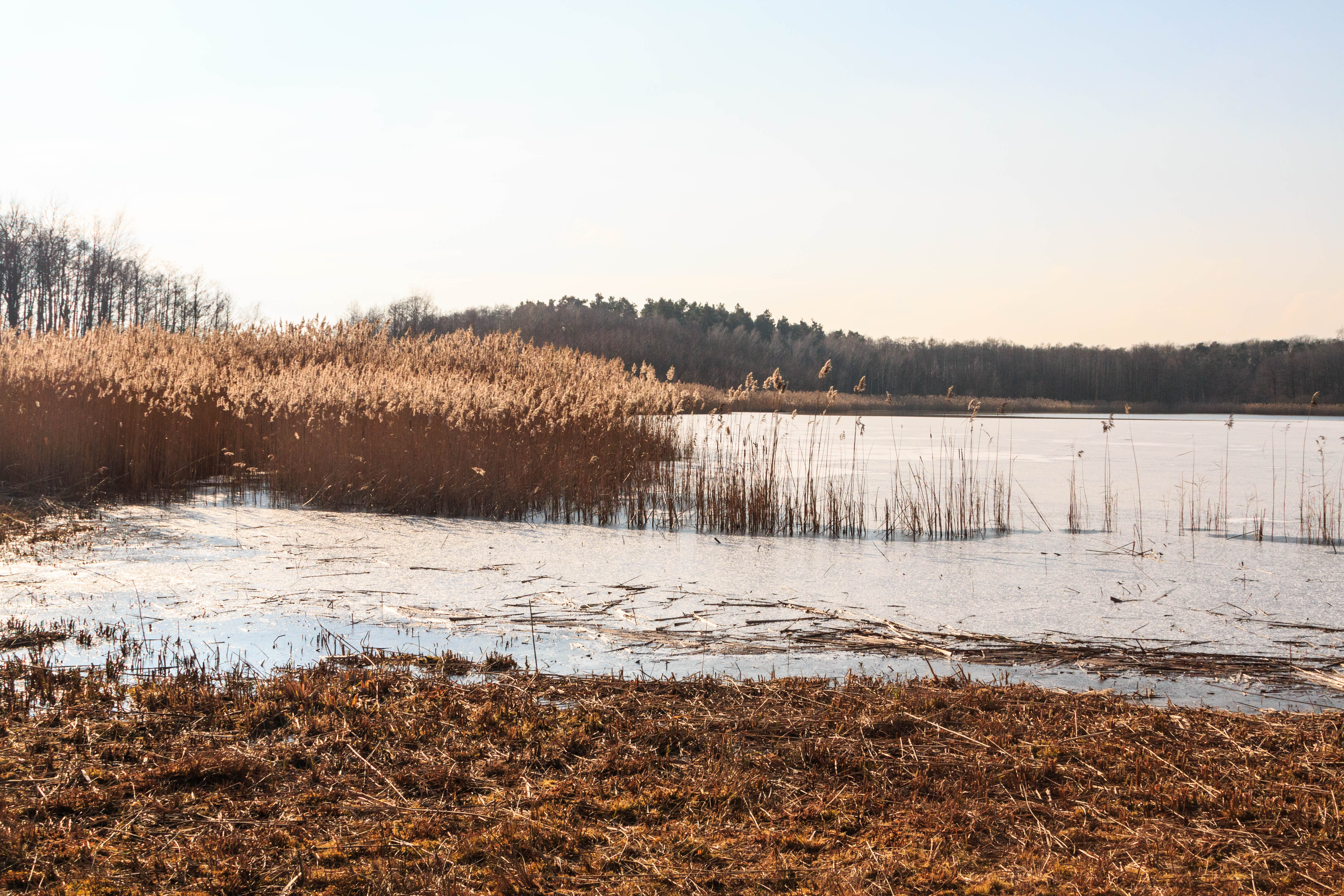
Rákosiny u rybníka Matka